# NN-65
La carretera NN‑65 es una vía colectora secundaria ubicada en el municipio de El Cuá, en el departamento de Jinotega. Sirve como vía de acceso entre el centro urbano y comunidades agrícolas localizadas hacia el sur. Su mejoramiento fue finalizado en 2014 con apoyo del MTI.

## Trazado y cruces
| km   | Localidad / Punto    | Departamento | Conexión / Ruta |
| ---- | -------------------- | ------------ | --------------- |
| 0,0  | El Cuá               | Jinotega     | Inicio          |
| 9,0  | Comunidad El Naranjo | Jinotega     | Camino rural    |
| 18,5 | Zona cafetalera      | Jinotega     | Fin de ruta     |

## Coordenadas
Uno de los tramos de la NN‑65 puede ser encontrado en las coordenadas: 13°27′29″N 85°40′03″O / 13.4580, -85.6675